# Apocheiridium chamberlini
Apocheiridium chamberlini är en spindeldjursart som beskrevs av Godfrey 1927. Apocheiridium chamberlini ingår i släktet Apocheiridium och familjen dvärgklokrypare. Inga underarter finns listade i Catalogue of Life.